# Jedłownik Szyb
Jedłownik Szyb (do 2021 Jedłownik Osiedle) – dzielnica Wodzisławia Śląskiego. Utworzona została z osiedla na Jedłowniku (patrz historia Jedłownika). Zabudowa dzielnicy ma charakter osiedla mieszkaniowego. Jest to osiedle górnicze. Obecnie na terenie dzielnicy działa zakład odzieżowy „Summer-Cha”, Firma Termo Profil i Komenda Powiatowa Policji. Znajduje się tu również nieczynny szyb „Jedłownik”.

## Historia dzielnicy
Wcześniej były to tereny należące do wsi Jedłownik, które były prawdopodobnie terenami niezamieszkanymi – tzw. Pogwizdów. Właściwie historia tej dzielnicy jest związana z powstaniem w 1938 roku szybu górniczego Jedłownik I. W 1956 roku rozpoczęto budowę pierwszego budynku na osiedlu. Osiedle zostało ukończone w latach 60. XX wieku. 1 września 1961 władze miasta utworzyły szkołę podstawową nr 4. W latach 70. XX wieku została tu przeniesiona Komenda Milicji Obywatelskiej, która w latach 90. przekształcona została w Komendę Rejonową Policji. W 1989 powstał zakład odzieżowy Summer-Cha. Pod koniec lat 90. XX w. zamknięty został główny szyb na Jedłowniku, który obecnie pełni funkcję wieży radiowej. W tych samych latach zostało zmodernizowane całe osiedle, które zostaje podłączone do ciepłociągu, a budynki zostały docieplone. Zlikwidowana została także linia energetyczna napowietrzna.
Od 1996 r. do 22 lipca 2021 r. dzielnica nosiła nazwę Jedłownik Osiedle. Nazwa została zmieniona Uchwałą Rady Miasta Wodzisławia Śląskiego nr 337/21 i nawiązuje do położonej na terenie dzielnicy górniczej wieży szybowej. W 2021 r. do dzielnicy przyłączono również osiedle Batory.

## Komunikacja
Przez dzielnice przebiega droga wojewódzka nr 933 i jest ona jednocześnie najkrótszą drogą łączącą dzielnicę z centrum miasta

## Ulice
- Stefana Batorego
- Górnicza
- Kokoszycka
- Pszowska